# The Monkees
The Monkees est un groupe américain pop rock, formé en 1965 et dissous en 1970.
Le groupe est créé afin de lancer la série télévisée The Monkees, dont les protagonistes sont les membres du groupe. La série et le groupe connaissent un grand succès, engendrant une « monkeemania » avant de s'essouffler au bout de deux saisons. En 1968, le film Head, destiné à mettre en valeur le groupe, est un échec commercial.
Les Monkees se séparent en 1970, puis le groupe se voit reformé à quatre occasions, dont dans les années 1980 à la faveur de rediffusions de la série.

## Histoire

### Origines
L'origine des Monkees vient de l'idée du jeune réalisateur Bob Rafelson de réaliser pour la télévision un équivalent du film des Beatles A Hard Day's Night.
Rafelson et son associé à Raybert Productions (en) Bert Schneider passent une annonce dans le journal Variety pour trouver « quatre garçons fous,. ». Ils auditionnent notamment de futures célébrités comme Harry Nilsson, Stephen Stills ou Van Dyke Parks mais ce sont quatre jeunes qu'ils choisissent :
- Michael Nesmith, guitariste, avec déjà un disque à son actif ;
- Micky Dolenz avait tenu le rôle principal dans une série télévisée intitulée Circus Boy dans les années 1950 ;
- Davy Jones, le seul britannique du groupe, a été remarqué dans la comédie musicale Oliver! et avait un disque à son actif en tant que chanteur ;
- Peter Tork était connu à Greenwich Village pour ses prestations au banjo.

Tout de suite, un problème se pose, car seuls deux des Monkees savent jouer de leurs instruments. Mais dans le cadre de la série The Monkees, cela est vite résolu : tout sera comédie. Ainsi, seules les voix des quatre comédiens seront enregistrées. Finalement, les rôles sont distribués : Dolenz sera Micky le facétieux, Nesmith sera Mike le débrouillard sérieux, Tork deviendra Peter le naïf et, enfin, Jones sera Davy, le beau ténébreux.

### Succès
La série The Monkees est diffusée dès la rentrée 1966. C'est un succès incroyable. Mélangeant un esprit décalé, un humour absurde et une réalisation inventive, la série peut être vue comme une version « acceptable » de la jeunesse des années 1960, une époque où l'on ne voyait de jeunes à cheveux longs à la télévision que lorsqu'ils étaient arrêtés. Le naturel des quatre Monkees, le comique de certains épisodes, leur insolence, leur charisme et les musiques font de la série l'un des programmes phare des années soixante. Elle durera 58 épisodes pour deux saisons. La série s'organise autour de deux ou trois chansons. L'histoire est souvent la même : nos quatre garçons qui vivent ensemble sur la côte Ouest dans une maison cossue se retrouvent à défendre des personnages faibles contre une pléiade de gens sans scrupules. Les chansons qui rythment la série sont filmées comme des clips.
Finalement, sur les cinq premiers albums, quatre sont numéro 1, et c'est le cas pour quasiment tous les singles : I'm a Believer (composée par Neil Diamond), Last Train to Clarksville, A Little Bit Me, A Little Bit You, Pleasant Valley Sunday, Daydream Believer. Les Monkees se trouvent alors être la meilleure réponse américaine à la British Invasion, les États-Unis revivent d'ailleurs une Beatlemania : la Monkeemania.[réf. nécessaire].

### Évolutions et controverses
Début 1967, Mike Nesmith est lassé de jouer la comédie, surtout sur disque. Peter Tork et lui imposent de jouer sur leurs enregistrements, et même leurs propres compositions. Il est vrai que les chansons des Monkees sont composées par des gens talentueux, et les parties musicales jouées par des pros des studios (Neil Young, certains ex-membres des Byrds). Finalement, ils imposent à la production de mettre en place une tournée où ils joueront seuls sur scène. Pour ce faire, ils imposent à Micky Dolenz d'apprendre la batterie.
La tournée américaine est un succès, les Monkees vivent dans une véritable euphorie. Ils proposent aussi que The Jimi Hendrix Experience fasse la première partie. Or, cela se passe mal car une partie des fans des quatre Monkees n'est pas en phase avec ces sons distordus et novateurs. En Angleterre, les Monkees divulguent le secret. Cela provoque la colère des producteurs américains, mais leur vaut la sympathie des artistes britanniques qui les poussent à composer. Ainsi, les Monkees rencontrent les Kinks en studio et les Beatles lors d'une soirée. John Lennon les félicite même sur leur humour, leur déclarant qu'ils « ressemblent aux Marx Brothers » et que c'est son show télé préféré. George Harrison invite Peter Torke à jouer du banjo sur ses prochaines compositions.
Dès lors, les Monkees demandent à retoucher les épisodes, à y mettre leur touche. Les critiques envers l'État sont alors fréquentes, les Monkees défendant les manifestations pacifiques de Berkeley en 1967. Ils demandent également l'autorisation d'inviter des artistes comme Frank Zappa, Tim Buckley ou encore Johnny Cash. Avec l'introduction de leurs propres compositions, les disques deviennent plus psychédéliques et plus country. Nesmith notamment prend une certaine stature.

### Crise et fin
L'album Headquarters est un succès mais les fans demandent plus de mélodies pop. Les producteurs se montrent fort mécontents de la tournure des événements, considérant que le groupe va à sa perte s'il continue ses expérimentations. Les producteurs cherchent déjà à créer un nouveau concept : une série sur un groupe de rock en dessin animé, les Archies.
Le succès de la série s'essouffle : l'arrivée de la contre-culture, d'artistes comme Jimi Hendrix ou Janis Joplin, et les mouvements politiques de l'époque ringardisent les Monkees ; leurs disques se vendent moins bien. Bob Rafelson  a alors l'idée de réaliser un film qui montre « le côté farce, escroquerie » du groupe. Il demande à son ami Jack Nicholson de l'écrire. Nicholson passe alors des mois au contact du groupe que les membres apprécient beaucoup. Il se rend sur le plateau de la série télévisée, les rencontre à leur domicile afin de s'inspirer de leur univers, toute l'équipe du film étant d'accord pour que le film ne soit pas qu'une version longue de la série. Mais trop compliqué pour les fans, sur un sujet trop commercial pour les cinéphiles, Head est un échec public.
Cet échec entraîne le départ de Peter Tork en 1969, puis de Mike Nesmith l'année suivante. Le quatuor réduit alors à l'état de duo se sépare après un ultime album en 1970.

### Réunions
À la suite de la rediffusion des épisodes de la série sur MTV et Nickelodeon, la Monkeemania connaît une résurgence inattendue au milieu des années 1980. De 1986 à 1989, le groupe se reforme sans Michael Nesmith et enchaîne les succès : tournées, singles, album. Une tentative de créer de nouveaux Monkees n'a pas autant de chance : la série New Monkees est annulée après 13 épisodes.
Dans les années 1990, le quatuor se reforme pour un album studio, Justus (1996), et un téléfilm parodiant la série originale, Hey, Hey, It's the Monkees (1997). Nesmith quitte à nouveau le groupe peu après. Pour la tournée du 35e anniversaire, en 2001-2002, le groupe est donc réduit au trio Dolenz-Jones-Tork. Dix ans plus tard, la tournée du 45e anniversaire est encore un grand succès.
Malgré la mort de Davy Jones le 29 février 2012, les trois autres Monkees ont annoncé leur intention de donner une tournée aux États-Unis à la fin de l'année.
Peter Tork meurt à l'âge de 77 ans le 21 avril 2019 à Mansfiled (Connecticut).
Michael Nesmith meurt à l'âge de 78 ans le 10 décembre 2021 à Monterey (Californie). Il ne reste à ce jour plus que Micky Dolenz.

## Discographie
Les positions sont celles dans les classements Billboard.

### Albums studio
- 1966 : The Monkees (1er)
- 1967 : More of the Monkees (1er)
- 1967 : Headquarters (1er)
- 1967 : Pisces, Aquarius, Capricorn and Jones Ltd. (1er)
- 1968 : The Birds, the Bees and the Monkees (3e)
- 1968 : Head (45e)
- 1969 : Instant Replay (32e)
- 1969 : The Monkees Present (100e)
- 1970 : Changes (152e)
- 1987 : Pool It! (72e)
- 1996 : Justus
- 2016 : Good Times!

### Albums en concert
- 1987 : Live 1967
- 1987 : 20th Anniversary Tour 1986
- 1994 : Live! (enregistré en 1986)
- 2001 : Summer 1967: The Complete U.S. Concert Recordings
- 2001 : 2001: Live in Las Vegas

### Compilations
- 1969 : Greatest Hits
- 1969 : Golden Hits
- 1971 : Barrel Full of Monkees
- 1972 : Re-Focus
- 1976 : The Monkees
- 1976 : The Monkees Greatest Hits
- 1982 : More Greatest Hits of The Monkees
- 1982 : Monkee Business
- 1984 : Monkee Flips
- 1985 : Hit Factory
- 1986 : The Best of The Monkees
- 1986 : Then & Now… The Best of The Monkees
- 1987 : Missing Links (inédits)
- 1990 : Missing Links Volume Two (inédits)
- 1991 : Listen to the Band (coffret 4 CD)
- 1995 : Greatest Hits
- 1996 : Barrelful of Monkees: Monkees Songs for Kids!
- 1996 : Missing Links Volume Three (inédits)
- 1997 : I'm A Believer and Other Hits
- 1998 : Daydream Believer and Other Hits
- 1998 : The Monkees Anthology
- 2001 : Music Box (coffret 4 CD)
- 2002 : The Essentials
- 2003 : The Best of The Monkees
- 2003 : The Headquarters Sessions

### Singles
- 1966 : Last Train to Clarksville / Take a Giant Step (1er)
- 1966 : I'm a Believer / (I'm Not Your) Stepping Stone (1er)
- 1967 : (Theme From) The Monkees / Mary, Mary
- 1967 : A Little Bit Me, a Little Bit You / The Girl I Knew Somewhere (2e)
- 1967 : I Wanna Be Free / You Just May Be the One
- 1967 : Randy Scouse Git / Forget That Girl
- 1967 : Pleasant Valley Sunday / Words (3e)
- 1967 : Daydream Believer / Goin' Down (1er)
- 1968 : Valleri / Tapioca Tundra (3e)
- 1968 : D. W. Washburn / It's Nice to Be With You (19e)
- 1968 : Mary, Mary / What Am I Doing Hangin' 'Round?
- 1968 : Porpoise Song / As We Go Along (62e)
- 1969 : Tear Drop City / A Man Without a Dream (56e)
- 1969 : Listen to the Band / Someday Man (63e)
- 1969 : Good Clean Fun / Mommy and Daddy (82e)
- 1970 : Oh My My / I Love You Better (98e)
- 1971 : Do It in the Name of Love / Lady Jane
- 1986 : That Was Then, This Is Now / (Theme from) The Monkees (20e)
- 1986 : Daydream Believer (Remix) / Randy Scouse Git (79e)
- 1987 : Heart and Soul / MGBGT (87e)
- 1987 : Every Step of the Way / (I'll) Love You Forever